# Munkfjordtjärnen
Munkfjordtjärnen är en sjö i Ånge kommun i Medelpad och ingår i Ljungans huvudavrinningsområde. Sjön har en area på 0,0403 kvadratkilometer och ligger 408 meter över havet. Munkfjordtjärnen ligger i Jämtgaveln Natura 2000-område.

## Delavrinningsområde
Munkfjordtjärnen ingår i det delavrinningsområde (695085-150346) som SMHI kallar för Utloppet av Munkfjordtjärnen. Medelhöjden är 438 meter över havet och ytan är 1,08 kvadratkilometer. Det finns inga avrinningsområden uppströms utan avrinningsområdet är högsta punkten. Vattendraget som avvattnar avrinningsområdet har biflödesordning 3, vilket innebär att vattnet flödar genom totalt 3 vattendrag innan det når havet efter 120 kilometer. Avrinningsområdet består mestadels av skog (100 procent).